# Guam a 2011-es úszó-világbajnokságon
Guam a 2011-es úszó-világbajnokságon három úszóval vett részt.

## Úszás
Férfi
| Versenyző          | Esemény                      | Selejtezők | Selejtezők | Elődöntő          | Elődöntő          | Döntő             | Döntő             |
| Versenyző          | Esemény                      | Idő        | Helyezés   | Idő               | Helyezés          | Idő               | Helyezés          |
| ------------------ | ---------------------------- | ---------- | ---------- | ----------------- | ----------------- | ----------------- | ----------------- |
| Christopher Duenas | Férfi 50 méteres gyorsúszás  | 24.41      | 54         | Nem jutott tovább | Nem jutott tovább | Nem jutott tovább | Nem jutott tovább |
| Christopher Duenas | Férfi 100 méteres gyorsúszás | 53.33      | 66         | Nem jutott tovább | Nem jutott tovább | Nem jutott tovább | Nem jutott tovább |
| Benjamin Schulte   | Férfi 100 méteres mellúszás  | 1:07.62    | 72         | Nem jutott tovább | Nem jutott tovább | Nem jutott tovább | Nem jutott tovább |
| Benjamin Schulte   | Férfi 200 méteres mellúszás  | 2:28.21    | 52         | Nem jutott tovább | Nem jutott tovább | Nem jutott tovább | Nem jutott tovább |

Női
| Versenyző     | Esemény                   | Selejtezők | Selejtezők | Elődöntő          | Elődöntő          | Döntő             | Döntő             |
| Versenyző     | Esemény                   | Idő        | Helyezés   | Idő               | Helyezés          | Idő               | Helyezés          |
| ------------- | ------------------------- | ---------- | ---------- | ----------------- | ----------------- | ----------------- | ----------------- |
| Pilar Shimizu | Női 50 méteres gyorsúszás | 28.71      | 55         | Nem jutott tovább | Nem jutott tovább | Nem jutott tovább | Nem jutott tovább |
| Pilar Shimizu | Női 100 méteres mellúszás | 1:21.19    | 41         | Nem jutott tovább | Nem jutott tovább | Nem jutott tovább | Nem jutott tovább |